# Nicolas de Flue (film)
Pour les articles homonymes, voir Nicolas de Flue (homonymie).
Nicolas de Flue (titre original : Nikolaus von Flüe - Pacem in Terris) est un film suisse réalisé par Michel Dickoff (de), sorti en 1963.

## Fiche technique
- Réalisation : Michel Dickoff
- Scénario : Michel Dickoff
- Musique : Hans Haug
- Photographie : Adolf Jenny
- Montage : Susanne Paschen
- Durée : 131 minutes
- Type : Noir et blanc
- Date de sortie : 1963 ( Suisse)

## Distribution
- Raimund Bucher : Niklaus von Flüe
- Maria Emo : Dorothea von Flüe
- Arnold Putz
- Wolfgang Rottsieper
- Heinz Woester